# 1704 en France
Chronologie de la France
- 1700
- 1701
- 1702
- 1703
- 1704
- 1705
- 1706
- 1707
- 1708

Cette page concerne l'année 1704 du calendrier grégorien.

## Événements
- 18 janvier : succès de Rolland au combat du col de Vallongue[1]. Deux bataillons royaux conduisant des captifs tombent dans une embuscade tendue par les camisards entre Saint-André de Valborgne et Lasalle[2].
- 18-19 février : soulèvement camisard à Gluiras, en Vivarais. Une centaine de jeunes gens attaquent le presbytère dans la nuit, tuent le curé et son vicaire et incendient l'église. Le maréchal de camp Julien marche contre les insurgés qui incendient d'autres églises. Le 24 février il le surprend au hameau de Franchassis (Pranles). La répression est féroce, 240 soldats suisses sont cantonnés sur le territoire communal aux frais des communautés. Les protestants doivent financer la reconstruction de l'église et répondront sur leur vie de toute violence contre un prêtre[3].
- 29 février : attaque franco-indienne sur la position anglaise de Deerfield[4] (actuellement dans le Massachusetts).
- 6 mars : la prophétesse Marie Lafon, de Saint-Martin-de-Boubaux, est pendue à Nîmes après avoir subi la question. Le même jour, le Camisard Louis Jonquet, de Castelnau-Valence, brigadier de Cavalier, est roué[1].
- 14 mars[5] : victoire de Cavalier dans la plaine contre un régiment de marine au Devois-de-Martignargues[1] (ou Devès de Martignargues).
- 30 mars : le maréchal de Villars est nommé commandant en chef en Languedoc[1].
- 13 avril : Jean Cavalier occupe Saint-Géniès[1].
- 16 avril : Cavalier est battu par le maréchal de Montrevel à Nages[1].
- 18 avril : Montrevel quitte le Languedoc. Villars arrive à Beaucaire le 20 avril[1].
- 12 mai : armistice du pont d'Avène négocié entre Jean Cavalier et lieutenant-général La Lande[6].
- 13 mai : embuscade victorieuse de Rolland au Plan de Fontmort sur un détachement catholique ; Paul Viala, subdélégué de l'intendant, est assassiné avec son fils[2].

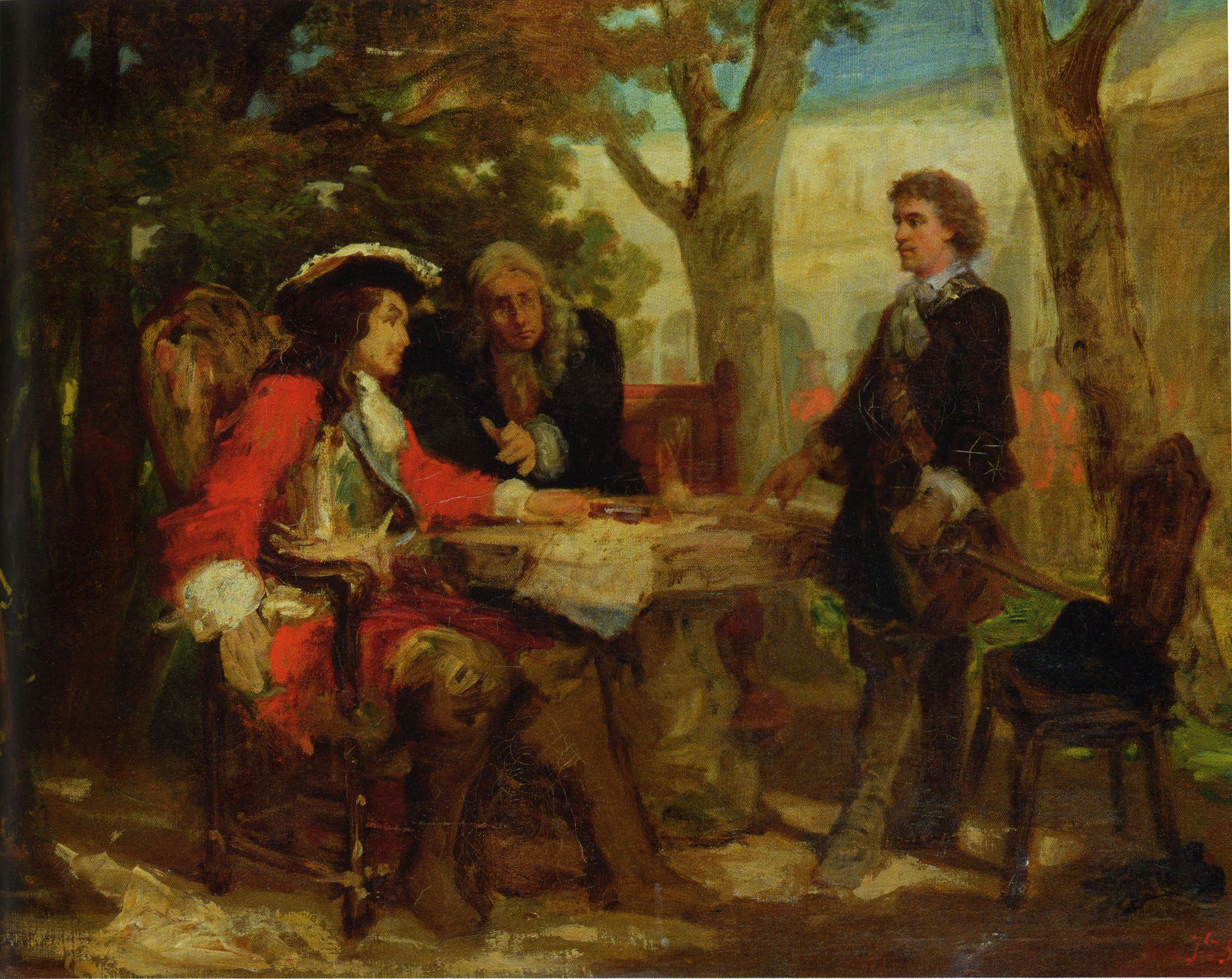
Entrevue Jean Cavalier et du maréchal de Villars, à Nîmes, Jules Salles, vers 1865.

- 16 mai : rencontre à Nîmes entre Jean Cavalier et le maréchal de Villars, qui applique une tactique d’apaisement dans les Cévennes. Il parvient à un accord avec les camisards de Jean Cavalier[1].
- 19 mai : reddition de Jean Cavalier à Calvisson[1].
- 28 mai : le chef camisard Ravanel se soulève contre Cavalier et décide de continuer la guerre[1].
- 2 juin : les camisards soumis se concentrent à Vallabrègues, dans une île du Rhône. Le 22 juin, Jean Cavalier part de Vallabrègue avec une centaine d'hommes pour Neuf-Brisach[1].
- 25 juin : naissance à Versailles de Louis duc de Bretagne, fils aîné de Louis de France, duc de Bourgogne et de Marie-Adélaïde de Savoie[7].
- 26 juin : une escadre, envoyé par le duc de Savoie et partie de Nice pour soutenir les camisards, est dispersée par la tempête[1].
- Été : canicule (maximum des températures les 13, 24, 26, 27, 29 juillet, 23, 28, 29, 30 août)[8].
- 2 juillet : bataille de Schellenbergs[9].
- 12 juillet : prise de Suse[9].
- 16 juillet : échec de l'attaque de Pont-de-Montvert par les bandes de camisards de Ravanel et de Joany[1].
- 20 juillet : prise de Pignerol et de Verceil par les Français[9].
- 26 juillet : Jeanne Delanoue fonde à Saumur les servantes des pauvres[10].
- 13 août : bataille de Blenheim[9]. Les Français sont rejetés du Danube sur le Rhin. La Bavière est mise à sac.
- 14 août : le chef camisard Pierre Laporte dit Rolland est tué au château de Castelnau[1].
- 24 août : bataille navale de Velez-Malaga[9].
- 30 août : conférence du baron d'Aigalliers avec les camisards de Rolland, au château de Thoiras[1].
- 12 septembre : vendanges précoces en Bourgogne[8].
- 6 septembre-9 octobre : soumission des chefs camisards. Henri Castanet (6 septembre), Catinat (19 septembre), Beulaygue de Rochegude (25 septembre), Joany (4 octobre), La Roze, Valette, La Forêt, Salomon, Moulières, Salles, Abraham Mazel et Élie Marion (9 octobre) déposent les armes et obtiennent des passeports pour se rendre à Genève[1]. Fin de la guerre des Cévennes.
- Octobre : première ramberte. La Loire est rendue navigable entre Saint-Rambert en Forez et Roanne[11].

- L’État français doit 20 millions de livres au banquier Samuel Bernard[12].